# 松 (挪威)
松是挪威的已撤销的市镇，位於原霍達蘭郡。